# MT6235
MT6235 to procesor stosowany w wielu chińskich telefonach komórkowych. Wykorzystywany jest także w telefonach polskiej firmy MyPhone. Jest członkiem serii MT62xx procesorów produkowanych przez firmę MediaTek.
Wyspecjalizowana konstrukcja układu MT6235 zawiera zarówno CPU ARM926EJ-S RISC, działający w zakresie częstotliwości 26/52/104 i 208 MHz, jak również procesor DSP.